# Editio Critica Maior
De Editio Critica Maior (ECM) is een kritische editie van het Griekse Nieuwe Testament die  door het Institut für Neutestamentliche Textforschung in Münster samengesteld wordt. De ECM is de uitvoerige pendant van de bekende handuitgave Novum Testamentum Graece (Nestle-Aland), die wereldwijd aan de meeste Bijbelvertalingen ten grondslag ligt. Voor zover de ECM uitgegeven is, levert zij de basistekst voor het Novum Testamentum Graece.
De ECM documenteert de Griekse tekstgeschiedenis van het eerste millennium aan de hand van de relevante Griekse handschriften, oude vertalingen en nieuwtestamentische citaten in de vroegchristelijke literatuur. Op basis van genealogisch onderzoek naar dit materiaal, dat voor het eerst in deze mate van volledigheid bij elkaar is gebracht, wordt de initiële tekst (Ausgangstext) van het Griekse Nieuwe Testament gereconstrueerd.
In het jaar 2030 moet het project Editio Critica Maior, dat door de Union der deutschen Akademien der Wissenschaften ondersteund wordt, afgerond zijn.

## Geschiedenis
Aan het Institut für Neutestamentliche Textforschung (INTF) werden sinds zijn oprichting in 1959 door Kurt Aland op allerlei manieren onbekende en vergeten handschriften opgezocht en gefotografeerd. Alle dusver bekende handschriften werden vastgelegd en gecatalogiseerd. Het INTF raakte zo in het bezit van meer dan 90% van het bekende materiaal op microfilm of foto.
In het midden van de jaren 1980 werd een tekstplaatsenprogramma gerealiseerd. Dit programma zorgde voor de eliminatie van gelijkvormige teksten, die zoals bekend in de overlevering van de late middeleeuwen het hoofdaandeel uitmaakten. Nadat deze teksten aan de kant waren gezet, stond nu met name het materiaal ter beschikking uit het eerste millennium, dat voor de tekstgeschiedenis het belangrijkste is. Maar daarnaast werden ook latere handschriften die een vroegere tekst weerspiegelen, meegenomen. Nu kon het werk aan de editie beginnen. Het nog altijd enorme aantal handschriften werd nu volledig getranscribeerd en aan een volledige tekstvergelijking onderworpen (collationeren). De resultaten werden in databanken opgeslagen, zodat het gehele materiaal voor het eerst met behulp van de computer kon worden onderzocht. Daarbij is vooral het verkrijgen van genealogische gegevens van belang, die de tekstgeschiedenis en in het bijzonder diens oorsprong verhelderen.

## Digitalisering
Het INTF zet op alle niveaus van zijn filologische arbeid digitale methoden in: handschriften worden in zo goed mogelijke kwaliteit gefotografeerd. Deze foto's zijn de basis voor de met de computer op te stellen transcripties. Met de software Collate wordt dan het samenstellen van een kritisch apparaat voorbereid. Naast de in boekvorm gepubliceerde editie is een digitaal platform ontwikkeld, dat het mogelijk maakt alle gegevens die bij het werk aan de ECM verzameld worden, online ter beschikking te stellen. Daarbij horen  de diplomatische transcriptie van alle handschriften die in de ECM gebruikt worden, en de databanken waarop de ECM berust. Ook zijn foto's te raadplegen in de Virtual Manuscript Room.

## Het resultaat
In 1997 verscheen de eerste deeluitgave van de ECM. Intussen zijn de Katholieke brieven (Brief van Jacobus, Eerste en Tweede brief van Petrus, Eerste, Tweede en Derde brief van Johannes, Brief van Judas) verschenen, evenals een deeltje over de parallelle perikopen in de Synoptische evangeliën. Op dit moment zijn de Handelingen van de apostelen en (in samenwerking met het International Greek New Testament Project) het Evangelie van Johannes in voorbereiding.
De nieuwere uitgaven van het Novum Testamentum Graece (Nestle-Aland) nemen de tekst van de ECM over voor zover deze is verschenen. In de 28e editie (2012) is de tekst van de Katholieke brieven op 34 plaatsen gewijzigd ten opzichte van de 27e editie (1993), die nog niet op de ECM gebaseerd was.

## Nieuwe inzichten

### Coherence Based Genealogical Method
De grote mate van volledigheid van het verzamelde materiaal en de volledige verwerking hiervan met behulp van digitale methoden heeft nieuwe inzichten opgeleverd over de tekstgeschiedenis van het Nieuwe Testament. Met de Coherence Based Genealogical Method (CBGM) wordt de ontwikkeling van tekstvarianten en tekstsoorten in kaart gebracht door de genealogische coherentie tussen tekstgetuigen vast te stellen. Er wordt niet gelet op de genealogie en de ouderdom van de handschriften, maar op de kwaliteit van de tekst van een handschrift die veel ouder kan zijn dan de datering van het handschrift. Hierdoor wordt het mogelijk met behulp van objectieve gegevens op basis van genealogische coherentie in bepaalde gevallen directe relaties tussen varianten uit te sluiten. Ook kan men op basis van genealogische coherentie in individuele gevallen beter inschatten wat de kwaliteit van een tekstgetuige is. Een tekstgetuige met relatief weinig secundaire varianten komt hoger in de rangorde te staan dan tekstgetuigen met meer secundaire varianten. Tevens kan men met objectieve gegevens de tekstkritische methode controleren. De toepassing van de methode van genealogische coherentie leidde bijvoorbeeld tot een herwaardering van de meestal inferieur geachte Byzantijnse tekst. Ook al zijn er duidelijke Byzantijnse corrupties, toch blijkt deze traditie opmerkelijk getrouw in de overlevering. Dit betekent dat varianten die niet als typisch Byzantijnse bewerkingen kunnen worden bestempeld, mogelijk ouder zijn dan gedacht.

### Gelijke tekstvarianten
In de ECM wordt de noodzaak losgelaten altijd één tekstvariant te kiezen. In sommige gevallen wordt geconstateerd dat twee varianten even goede papieren hebben. Dit wordt aangegeven met een losange (wiebertje).

### Ausgangstexten oorspronkelijke tekst
Het doel van de Editio Critica Maior is de reconstructie van de Ausgangstekst (initial text) van het Griekse Nieuwe Testament. Deze dient onderscheiden te worden van het archetype (het handschrift waar alle andere handschriften van afstammen) en de tekst zoals deze voor het eerst in omloop kwam (ook wel de oorspronkelijke tekst genoemd, maar die term is omstreden). De initiële tekst is de tekst zoals die aan het begin staat van de bekende overlevering van het Griekse Nieuwe Testament. Deze tekst valt ruwweg in de tweede eeuw te dateren.
Volgens de wetenschappers van de ECM is er geen bewijs voor ingrijpende bewerkingen in de periode tussen de oorspronkelijke tekst (of, wellicht beter, de tekst zoals deze voor het eerst in omloop geraakte) en de initiële tekst. Zij beschouwen de ECM daarom als de beste hypothese voor de tekst zoals deze door de auteurs en/of redacteuren van de geschriften van het Nieuwe Testament is geschreven. Dit is namelijk de eenvoudigste aanname.